# Lukáš Masopust
Lukáš Masopust, född 12 februari 1993, är en tjeckisk fotbollsspelare som spelar för Slavia Prag. Han representerar även Tjeckiens landslag.

## Karriär
Den 1 januari 2019 värvades Masopust till Slavia Prag. Han debuterade för klubben i 1. česká fotbalová liga den 25 februari 2019 i en match mot FC Slovácko, där han fick spela i 69 minuter innan han blev utbytt mot Alexandru Băluță.